# カー・ニューマン解
カー・ニューマン解（カー・ニューマンかい、英語: Kerr‐Newman metric、Kerr‐Newman solution）あるいはカー・ニューマン・ブラックホール解とは、一般相対性理論のアインシュタイン方程式の厳密解の一つで、回転する電荷を帯びたブラックホールを表現する軸対称時空の計量 (metric)である。このため、カー・ニューマン計量とも呼ばれる。ニュージーランドの数学者ロイ・カー (Roy Kerr)によるカー解の発見の2年後の1965年に、アメリカのニューマン (Ezra T. Newman) らによって発見された。質量・角運動量・電荷の三つのパラメータを持つブラックホール解として、一般相対性理論の描く時空の姿の理解に広く使われている。

## 概要
カー・ニューマン計量は、次のように書ける。
{\displaystyle ds^{2}=-{\frac {\Delta }{\rho ^{2}}}\left(dt-a\sin ^{2}\theta d\phi \right)^{2}+{\frac {\sin ^{2}\theta }{\rho ^{2}}}\left[\left(r^{2}+a^{2}\right)d\phi -{a}dt\right]^{2}+{\frac {\rho ^{2}}{\Delta }}dr^{2}+\rho ^{2}d\theta ^{2}}
ここで、
{\displaystyle \Delta \equiv r^{2}-2Mr+a^{2}+Q^{2}}
{\displaystyle \rho ^{2}\equiv r^{2}+a^{2}\cos ^{2}\theta }
{\displaystyle a\equiv {\frac {J}{M}}}
であり、
{\displaystyle M\,} は、ブラックホールの質量
{\displaystyle J\,} は、ブラックホールの角運動量
{\displaystyle Q\,} は、ブラックホールの電荷
である。ここでは、光速と万有引力定数を1とする幾何学単位系（{\displaystyle c=G=1\,}）を用いている。
電荷がゼロ ({\displaystyle Q=0\,}) の場合、この解はカー解を再現する。角運動量がゼロ ({\displaystyle J=0\,}) の場合、この解はライスナー・ノルドシュトロム解 (Reissner-Nordstrom解) を再現する。そして、電荷も角運動量もゼロの場合、シュヴァルツシルト解 (Schwarzschild解) を再現する。カー解と同様に、この計量がブラックホールとして理解されるのは、パラメータが {\displaystyle a^{2}+Q^{2}\leq M^{2}\,} のときである。その他、計量としての特徴は、カー解の項を参照されたい。
ブラックホール脱毛定理 (no-hair theorem) において、すべての現実的なブラックホールは、いずれ、角運動量・質量・電荷の3つの物理量のみを持つカー・ニューマンブラックホールに落ち着くと考えられている。また、「アインシュタイン・マクスウェル方程式での軸対称定常解は、カー・ニューマン解に限られる」というブラックホール唯一性定理 (uniqueness theorem) も存在する。